# Ohnivec (Microstoma)
Ohnivec (Microstoma Bernstein 1852) je rod vřeckovýtrusných hub. Většina zástupců tohoto rodu se vyznačuje malými oranžově červenými plodnicemi posazenými na dlouhé stopce zanořené v substrátu. Dužnina obsahuje rosolovitou vrstvu, vřecka jsou neamyloidní a uzavírají osm hladkých protáhlých bezbarvých výtrusů. Žijí saprotrofně na dřevu. V České republice (a celé Evropě) roste jediný druh, ohnivec zimní (Microstoma protractum).

## Seznam druhů
- Microstoma protractum, syn. Microstoma hiemale (ohnivec zimní)

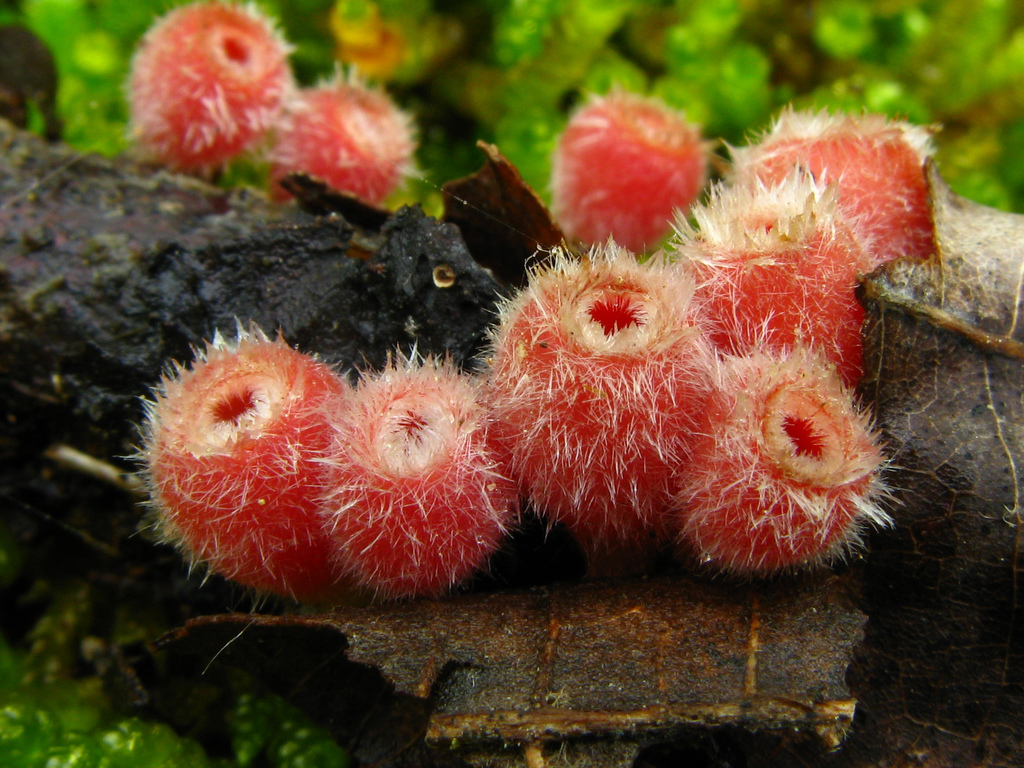
ohnivec Microstoma floccosum

- Microstoma aggregatum
- Microstoma apiculosporum
- Microstoma camerunensis
- Microstoma floccosum
- Microstoma insititium
- Microstoma macrosporum
- Microstoma vulgare